# Вибори в Чорногорії
Чорногорія проводить національні вибори для парламенту й посади президента. Чорногорія має багатопартійну систему з численними політичними партіями. Парламент налічує 81 члена, обраних за пропорційною виборчою системою, використовуючи метод д'Ондта терміном на чотири роки. Для вступу до парламенту партії повинні перевищити 3 % виборчого бар'єру. Президент Чорногорії обирається на виборах, а другий тур відбувається між двома першими кандидатами, якщо жоден кандидат не отримає абсолютної більшості у першому турі.

## Останні вибори

### Парламентські вибори 2020 року
| Партії та блоки | Партії та блоки                                  | Голоси  | %     | Місця | +/–  |
| --------------- | ------------------------------------------------ | ------- | ----- | ----- | ---- |
|                 | Демократична партія соціалістів Чорногорії (ДПС) | 143,548 | 35.06 | 30    | -6   |
|                 | За майбутнє Чорногорії (ЗМУ)                     | 133,267 | 32.55 | 27    | +6   |
|                 | Мир — це наша нація (МНН)                        | 51,297  | 12.54 | 10    | -2   |
|                 | Об'єднана дія реформ (ОДР)                       | 22,649  | 5.53  | 4     | +2   |
|                 | Соціал-демократи Чорногорії (СД)                 | 16,769  | 4.10  | 3     | +1   |
|                 | Боснянська партія (БП)                           | 16,286  | 3.98  | 3     | +1   |
|                 | Соціал-демократична партія Чорногорії (СДП)      | 12,839  | 3.14  | 2     | –2   |
|                 | Албанський список (АС)                           | 6,488   | 1.58  | 1     | 0    |
|                 | Албанська коаліція (АК)                          | 4,675   | 1.14  | 1     | +1   |
|                 | Хорватська цивільна ініціатива (ХЦІ)             | 1,115   | 0.27  | 0     | -1   |
|                 | Хорватська партія реформ (ХПР)                   | 532     | 0.13  | 0     | Нова |
| Усього          | Усього                                           | 413,954 | 100   | 81    | 0    |
| Виборців/явка%  | Виборців/явка%                                   | 541,232 | 76.65 | –     | –    |
| Джерело: DIK    |                                                  |         |       |       |      |

| Голоси | Голоси | Голоси | Голоси | Голоси |
| ------ | ------ | ------ | ------ | ------ |
|        |        |        |        |        |
| ДПС    | ДПС    |        | 35.06% | 35.06% |
| ЗМУ    | ЗМУ    |        | 32.55% | 32.55% |
| МНН    | МНН    |        | 12.53% | 12.53% |
| ОДР    | ОДР    |        | 5.53%  | 5.53%  |
| СД     | СД     |        | 4.10%  | 4.10%  |
| БП     | БП     |        | 3.98%  | 3.98%  |
| СДП    | СДП    |        | 3.14%  | 3.14%  |
| Інші   | Інші   |        | 3.11%  | 3.11%  |

### Президентські вибори 2018 року
Мило Джуканочи, кандадиат Демократичної партії соціалістів (ДПС) виграв вибори у першому турі, набравши 53.9 % голосів. Незалежний опозиційний кандидат Младен Боянич прийшов другим з 33.4 % голосів, тоді як Драгинья Вуксанович (СДП) був третім з 8.2 %.
| Кандидат                                                   | Кандидат                  | Партія                                     | Голоси  | %     |
| ---------------------------------------------------------- | ------------------------- | ------------------------------------------ | ------- | ----- |
|                                                            | Мило Джуканович           | Демократична партія соціалістів Чорногорії | 180,274 | 53.90 |
|                                                            | Младен Боянич             | Незалежний                                 | 111,711 | 33.40 |
|                                                            | Драгинья Вуксанович       | Соціал-демократична партія Чорногорії      | 27,441  | 8.20  |
|                                                            | Марко Милачич             | Справжня Чорногорія                        | 9,405   | 2.81  |
|                                                            | Хазбія Калач              | Справедливість і примирення                | 2,677   | 0.80  |
|                                                            | Васильє Миличкович        | Незалежний                                 | 1,593   | 0.48  |
|                                                            | Добрило Дедеич            | Сербська коаліція                          | 1,363   | 0.41  |
| Invalid/blank votes                                        | Invalid/blank votes       | Invalid/blank votes                        | 5,998   | –     |
| Total                                                      | Total                     | Total                                      | 340,462 | 100   |
| Registered voters/turnout                                  | Registered voters/turnout | Registered voters/turnout                  | 532,599 | 63.92 |
| Source: DIK [Архівовано 21 червня 2018 у Wayback Machine.] |                           |                                            |         |       |

| Голоси     | Голоси     | Голоси | Голоси | Голоси |
| ---------- | ---------- | ------ | ------ | ------ |
|            |            |        |        |        |
| Джуканович | Джуканович |        | 53.90% | 53.90% |
| Боянич     | Боянич     |        | 33.40% | 33.40% |
| Вуксанович | Вуксанович |        | 8.20%  | 8.20%  |
| Милачич    | Милачич    |        | 2.81%  | 2.81%  |
| Інші       | Інші       |        | 1.69%  | 1.69%  |